# 安德烈娅·米克洛什
安德烈娅·米克洛什（羅馬尼亞語：Andrea Miklós，1999年4月17日—），罗马尼亚女子田径运动员，2016年世界室内田径锦标赛女子4×400米接力铜牌得主、2023年欧洲运动会女子400米铜牌得主。